# Barbara Freibauer
Barbara Freibauer (* 26. Mai 1974 in Wien, Österreich, geborene Barbara Strass) ist eine ehemalige österreichische Handballspielerin. Mit 272 Länderspieleinsätzen ist sie die Rekordnationalspielerin der österreichischen Nationalmannschaft.

## Karriere

### Im Verein
Freibauer begann das Handballspielen im Jahr 1984 in ihrem Geburtsort bei WAT Fünfhaus. Im Jahr 1992 wechselte die Außenspielerin zum österreichischen Spitzenverein Hypo Niederösterreich. Mit Hypo gewann sie in den Jahren 1993 bis 1995 die EHF Champions League sowie in jeder Saison die österreichische Meisterschaft und den ÖHB-Cup. Während ihrer Zeit bei Hypo begann Freibauer eine Ausbildung zur Krankenschwester, wodurch sie anschließend anstatt zweimal nur noch einmal täglich trainieren konnte. Anfangs war ihr damaliger Trainer Gunnar Prokop damit einverstanden, jedoch änderte er später seine Meinung. Aufgrund der daraus resultierenden Unstimmigkeit mit dem Trainer verließ sie im Jahr 1997 den Verein und schloss sich dem Ligakonkurrenten UHC Stockerau an.
Freibauer lief ab dem Jahr 1999 für den dänischen Erstligisten Frederikshavn IF auf. Zwei Jahre später wechselte sie zum deutschen Bundesligisten 1. FC Nürnberg. Mit Nürnberg gewann 2005 und 2007 die deutsche Meisterschaft, 2004 und 2005 den DHB-Pokal sowie 2004 den EHF Challenge Cup. Im Mai 2007 beendete sie ihre Karriere.

### In der Nationalmannschaft
Freibauer gab im Alter von 16 Jahren ihr Debüt für die österreichische Nationalmannschaft, für die sie in 272 Länderspielen insgesamt 570 Treffer erzielte. Sie nahm in den Jahren 1990, 1993, 1995, 1997, 1999, 2001 und 2003 an der Weltmeisterschaft teil. Bei der WM 1999 gewann sie mit Österreich die Bronzemedaille. Weiterhin lief sie in den Jahren 1994, 1996, 1998, 2000, 2002 und 2002 für die österreichische Auswahl bei der Europameisterschaft auf. 1996 errang sie dabei die Bronzemedaille. Weiterhin nahm sie 1992 und 2000 an den Olympischen Spielen teil.

### Als Trainerin
Freibauer übernahm nach ihrem Karriereende das Co-Traineramt der österreichischen Juniorinnenauswahl.